# آلیس وارونه
«آلیس وارونه» (انگلیسی: Alice Upside Down) فیلمی در ژانر کمدی به کارگردانی سندی تانگ است که در سال ۲۰۰۷ منتشر شد.

## بازیگران
- آلیسون استونر
- لوکاس جرابل
- بریجیت مندلر
- لوک پری
- پنی مارشال
- آن دوود
- پارکر مکنا پسی